# كلية التربية للطفولة المبكرة (جامعة القاهرة)
كلية التربية للطفولة المبكرة جامعة القاهرة أو كلية رياض الأطفال سابقاً، هي كلية حكومية تابعة لجامعة القاهرة، أنشئت الكلية عام 1988م وامتدت تبعيتها لوزارة التعليم العالي حتى صدور القرار الجمهوري رقم 329 في 1/10/1998 بضما الي جامعة القاهرة.

## أهداف الكلية
تهدف الكلية إلى إعداد حملة الثانوية العامة وما في مستواها وخريجي المعاهد والكليات الجامعية لمهنة التعليم، كما تعمل الكلية على رفع المستوى المهني والعلمي للعاملين في ميدان تربية وتعليم الطفل، وتساهم الكلية في إعداد المتخصصين في مختلف المجالات التربوية الخاصة بتربية (طفل الروضة – طفل الحضانة – الأطفال ذوي الاحتياجات الخاصة – الأطفال بالمدارس الأجنبية)؛ وكذلك إعداد معلمة الروضة ومعلمة التربية الخاصة ببرنامج التعليم المفتوح بالإضافة إلى إجراء البحوث والدراسات في مختلف مجالات التخصص بالكلية، والإسهام في تطوير الفكر التربوي ونشر الاتجاهات التربوية الحديثة، وكذلك تبادل الخبرات والمعلومات مع الهيئات والمؤسسات التعليمية والثقافية المصرية والعربية والدولية، والتعاون معها في معالجة القضايا التربوية المشتركة؛ هذا فضلاً عن أن كلية التربية للطفولة المبكرة تُعد «بيت خبرة» يضطلع بتقديم المشورة الفنية في مجالات التخصص على تنوعها؛ ومن ثمّ يتجلى هذا الأمر في حل المشكلات التربوية والتعليمية في البيئة المحلية وفي المجتمع بوجه عام، وكذلك في تطوير العمل التربوي فيها، وهو الأمر الذي أبرز علاقات وثيقة بين الكلية ومختلف مؤسسات المجتمع.

## برامج الكلية
- برنامج إعداد معلمي رياض الأطفال
- برنامج إعداد معلمي التربية الخاصة
- برنامج إعداد معلمي الحضانة
- برنامج إعداد معلمي رياض الأطفال باللغه الإنجليزية[4]
- برنامج اعداد معلمي علوم الاعاقه
- برنامج إعداد معلمي تكنولوجيا التعليم

## أقسام الكلية
- قسم العلوم النفسية
- قسم العلوم التربوية
- قسم العلوم الأساسية[1]

## عمداء الكلية
عمداء الكلية منذ نشأتها 1988 م – حتى الآن:
- أ.د/ جيهان عبدالفتاح عزام، (2021-حتى الآن)
- أ.د/ عاطف عدلي فهمي، (2019-2021)
- أ.د/ بطرس حافظ بطرس، (2011-2018)
- أ.د/ مصطفى حسن النشار، (2007-2011)
- أ.د/ هـانم محمد فوزي، (2006-2007)
- أ.د/ سامية مصطفى الخشاب، (2005-2006)
- أ.د/ عبد اللطيف محمد، (2003-2005)
- أ.د/ ناديـة شريف، (1998-2000)
- أ.د./ سهير كامل أحمد، (1994-1998)
- أ.د/ منى محمد على جـاد، (1992-1993، 2000-2003)
- أ.د/ كاميليا عبد الفتـاح (1988-1992)

## الدرجات العلمية التي تمنحها الكلية
تمنح الكلية الدرجات العلمية التالية:
أولاً: لمرحلة البكالوريوس:
- درجة البكالوريوس في التربية «التربية للطفولة المبكرة».
- درجة البكالوريوس في التربية الخاصة «التربية للطفولة المبكرة».
- درجة البكالوريوس في التربية «معلمة الحضانة».
- درجة البكالوريوس في التربية «التربية للطفولة المبكرة» برنامج اللغة الإنجليزية.

ثانياً: لمرحلة الدراسات العليا:
- الدبلوم المهني في التربية تخصص التربية للطفولة المبكرة (بنظام الساعات المعتمدة).
- الدبلوم الخاص في التربية تخصص التربية للطفولة المبكرة (بنظام الساعات المعتمدة) – ويقوم الطالب باختيارالتخصص اعتباراً من المستوى الثاني من بين أحد التخصصات التالية:

1. الدبلوم الخاص في التربية تخصص تربية الطفل
2. الدبلوم الخاص في التربية الخاصة للأطفال في مرحلة ما قبل المدرسة
3. الدبلوم الخاص في التربية تخصص أدب الطفل
4. الدبلوم الخاص في التربية تخصص إعلام الطفل
5. الدبلوم الخاص في التربية تخصص تكنولوجيا تعليم الطفل
6. الدبلوم الخاص في التربية تخصص الإرشاد النفسى للأطفال
7. الدبلوم الخاص في التربية تخصص تربية فنية للأطفال
8. الدبلوم الخاص في التربية تخصص تربية موسيقية للأطفال
9. الدبلوم الخاص في التربية تخصص تربية بدنية للأطفال
10. الدبلوم الخاص في التربية تخصص الإدارة التربوية للتربية للطفولة المبكرة

- الماجستير في التربية «التربية للطفولة المبكرة».
- دكتوراه الفلسفة في التربية «التربية للطفولة المبكرة».

## وصلات خارجية
- الموقع الرسمي